# 阿爾托納 (伊利諾伊州)
阿爾托納（英語：Altona）是位於美國伊利諾伊州諾克斯縣的一個村落。

## 地理
阿爾托納的座標為41°06′48″N 90°09′53″W / 41.11333°N 90.16472°W，而該地最高點為海拔高度232米（即761英尺）。

## 人口
根據2010年美國人口普查的數據，阿爾托納的面積為2.43平方千米，當中陸地面積為2.43平方千米，而水域面積為0.00平方千米。當地共有人口531人，而人口密度為每平方千米218人。